# 세르주 아베디키안
세르주 아베디키안(프랑스어: Serge Avedikian, 1955년 12월 1일~)은 프랑스의 배우, 영화 감독, 각본가, 영화 프로듀서이다.

## 작품 목록

### 영화
- 로스트 인 아르메니아 (2016년)
- 돈 텔 미 더 보이 워즈 매드 (2015년)
- 파라다노프 (2013년)
- 울부짖는 섬 (2010년)
- 본디드 패럴러스 (2009년)
- 아르메니아 여행 (2006년)
- 아름다운 아침 (2005년)
- 랄제리 만세 (2004년)
- 생명선 (2003년)
- 스파이 바운드 (2003년)
- 아람 (2002년)
- Lignes de vie (2002년)
- 영원한 빛 (1999년)
- 기념품 (1996년)
- 미션 완수 (1992년)
- 메이리그 (1991년)
- 세리 로즈 (1986년)
- 위험한 행마 (1984년)